# جعفر علیزاده
جعفر علیزاده (زاده ۹ مهر ۱۳۳۵) کشتی‌گیر ایرانی است. وی در رقابت وزن ۶۸ کیلوگرم کشتی فرنگی در المپیک تابستانی ۱۹۷۶ حضور داشت.